# غندم كش تشيتاب (تشنار)
غندم كش تشيتاب (بالفارسية: گندم کش چیتاب) هي قرية تقع في إيران في قسم تشنار الريفي. يقدر عدد سكانها بـ 22 نسمة بحسب إحصاء 2016.